# Type 12 Surface-to-Ship Missile
El Type 12 Surface-to-Ship Missile (japonés: 12式地対艦誘導弾, en español: misil tierra-barco Tipo 12) es un misil antibuque montado en camión desarrollado por Mitsubishi Heavy Industries de Japón en 2012. Es una actualización del misil antibuque Tipo 88. 
El misil Type fue desarrollado por Mitsubishi Heavy Industries (MHI), a partir del misil antibuque Tipo 88, entonces en servicio. El Tipo 88 es un sistema de misiles similar al AGM-84 Harpoon y empleado por las unidades de defensa costera. Su producción comenzó en 1988 y el ejército japonés incorporó un total de 54 vehículos lanzadores (con chasis del camión militar Tipo 74 con configuración 6x6), además de vehículos de apoyo asociados. Este sistema de misiles de defensa costera fue también adoptado por la JMSDF como misil antibuque embarcado y denominado SSM-1. En la JSDAF fue denominado ASM-1, empleado por los cazabombarderos japoneses F-1 y F-2.
El objetivo del Tipo 12 era contar con nuevo tipo de sistema de defensa basado en misiles para proteger las fronteras marítimas de Japón, así como para proyectar poder en áreas en disputa. Se decidió desarrollar localmente un misil antibuque para su empleo por los batallones de defensa costera de la JGSDF. Por ello entre los requerimientos del sistema está el empleo del vehículo transporte-erector-lanzador (TEL) Mitsubishi 8x8 con un lanzador de seis celdas.
El Tipo 12 cuenta con INS con guía GPS a mitad de camino y mejor precisión debido a la adaptación mejorada de seguimiento del contorno del terreno y capacidades de discriminación de objetivos. El arma está conectada en red, donde otras plataformas pueden proporcionar objetivos y sus coordenadas iniciales e intermedias, y también cuenta con tiempos de recarga más cortos, costos de ciclo de vida reducidos y un alcance de 124 millas (108 millas náuticas; 200 km).
El misil comparte el mismo buscador de radar Active Electronic Scanned Array (AESA) de banda Ka con el misil japonés BVRAAM, AAM-4 B.
El derivado lanzado desde barcos de superficie del misil Tipo 12 fue designado como misil Tipo 17 (SSM-2), se ha puesto en servicio y comenzará a desplegarse a bordo de los destructores clase Maya. El alcance se ha duplicado a 400 kilómetros y por ello se planea solicitar la versión mejorada del sistema antibuque basado en tierra y una variante lanzada desde el aire para el avión de patrulla marítima Kawasaki P-1.
El Ministerio de Defensa japonés aprobó el desarrollo de la versión mejorada del SSM Tipo 12 el 18 de diciembre de 2020. Según los periódicos japoneses, el alcance se ampliará en el futuro de 200 km a 900 km, con un objetivo final de 1.500 km. Tendrá una forma externa sigilosa para reducir la sección radar equivalente (RCS), así como una alta movilidad para evitar la intercepción del enemigo. Puede atacar no sólo a buques de guerra sino también a objetivos terrestres. El Ministerio de Defensa tiene la intención de empli el SSM Tipo 12 mejorado no sólo desde tierra, sino también a bordo de buques de guerra y aviones. Se espera que el desarrollo del misil antibuque mejorado Tipo 12 lanzado desde tierra finalice en el año 2025. 
El Ministerio de Defensa comunicó en diciembre de 2024 que había completado cinco pruebas de lanzamiento entre el 4 de octubre y el 1 de noviembre de 2024, tres con lanzadores móviles terrestres y las dos restantes con versiones del misil lanzadas desde buques.